# Breg pri Konjicah
Breg pri Konjicah je naselje u slovenskoj Općini Slovenskim Konjicama. Breg pri Konjicah se nalazi u pokrajini Štajerskoj i statističkoj regiji Savinjskoj. 

## Stanovništvo
Prema popisu stanovništva iz 2002. godine naselje je imalo 132 stanovnika.